# Gex, Ain
Gex är en kommun i departementet Ain i regionen Auvergne-Rhône-Alpes i östra Frankrike. Kommunen ligger  i kantonen  Gex som ligger i arrondissementet Gex. Kommunens areal är 32,02 km². År 2022 hade Gex 13 455 invånare.

## Befolkningsutveckling
Antalet invånare i kommunen Gex
Referens: INSEE